# O.K. Connery
O.K. Connery è un film del 1967 diretto da Alberto De Martino.

## Trama

Agata Flori (Mildred) e Celi in una scena del film

Un agente segreto è stato assassinato. Miss Maxwell si mette sulle tracce di miss Yashuko, la fidanzata alla quale l'agente segreto ha confidato sotto ipnosi delle informazioni. La donna, che è sotto le cure del chirurgo estetico ed ipnotizzatore dottor Neil Connery, subisce un tentativo di rapimento, organizzato da Maya Rafis che lavora agli ordini di Mr Thai, membro dell'organizzazione terroristica Thanatos.
Il servizio segreto, comandato dal comandante Cunningham, assume Neil Connery per ritrovare Miss Tashuko, alla fine rapita da Lotte Krayendorf mentre si trova sotto la custodia di Miss Maxwell. Connery ipnotizza Mildred, una bella ragazza che dovrebbe controllarlo per conto di Mr Thai, e scopre che la rapita si trova nel castello di Lotte Krayendorf, in Spagna. Riesce a salvare Miss Yashuko e a carpire alcune informazioni dopo averla ipnotizzata. Scopre così il piano di Thanatos per costruire un grande magnete che interrompa tutti i mezzi meccanici da New York a Mosca. L'arma si sta assemblando segretamente in una fabbrica marocchina di tappeti, in cui lavorano solo dipendenti ciechi. Miss Yashuko è assassinata da Mildred prima di rivelare altre informazioni, ma anche Mildred verrà poi uccisa da Juan, un aiutante di Connery.
Giunto in Marocco, Connery  è invitato da Maya Rafis ad una festa di Mr Thai. Durante il ricevimento il dottore scopre il piano dell'uomo, che vorrebbe i suoi servigi per creare una copia del capo di Thanatos. Connery mette al corrente Maya che sarà assassinata dopo che Mr Thai sarà diventato capo dell'organizzazione terroristica. La donna passa così dalla sua parte. Connery scopre perché nella fabbrica segreta i dipendenti sono ciechi: per non accorgersi che lavorano pericolosi filamenti di uranio.
Connery e Maya seguono infine le tracce radioattive fino in Svizzera, dove mister Thai, che è riuscito ad assassinare il capo di Thanatos, ha installato il potente magnete con l'intenzione di dar corso alla sua minaccia al mondo. Lo sconfiggeranno grazie a un esercito di arcieri.

## Produzione

### Cast
I principali attori del film avevano partecipato una o più volte ai film della serie di James Bond (che all'epoca era arrivata al quinto capitolo della saga originale) o vi erano in qualche modo legati, come nel caso di Neil Connery che, ironicamente, condivide nome e cognome con il protagonista della storia:
- Neil Connery è il fratello minore di Sean Connery, (il primo e più iconico interprete dell'agente 007). Il titolo della distribuzione negli Stati Uniti d'America significa infatti Operazione Fratellino;
- Bernard Lee ha interpretato il ruolo di M in ulteriori 6 film della serie di James Bond totalizzandone 11;
- Lois Maxwell ha interpretato Miss Moneypenny in ulteriori 9 film della serie di James Bond totalizzandone 14;
- Adolfo Celi ha interpretato Emilio Largo nel film Agente 007 - Thunderball: Operazione tuono;
- Daniela Bianchi ha interpretato Tatiana Romanova nel film A 007, dalla Russia con amore;
- Anthony Dawson ha interpretato Ernst Stavro Blofeld nei film A 007, dalla Russia con amore e Agente 007 - Thunderball: Operazione tuono. Precedentemente era stato il professor Dent in Agente 007 - Licenza di uccidere.

## Colonna sonora
- O.K. Connery, di Audrey Nohra, Bruno Nicolai ed Ennio Morricone, eseguita da Maria Cristina Brancucci (accreditata come "Christy")
- Se chiami amore, di Audrey Nohra, Bruno Nicolai ed Ennio Morricone, eseguita da Maria Cristina Brancucci

## Distribuzione
Fu distribuito dalla Titanus il 20 aprile 1967, con doppiaggio a cura della C.I.D.